# Pin grid array

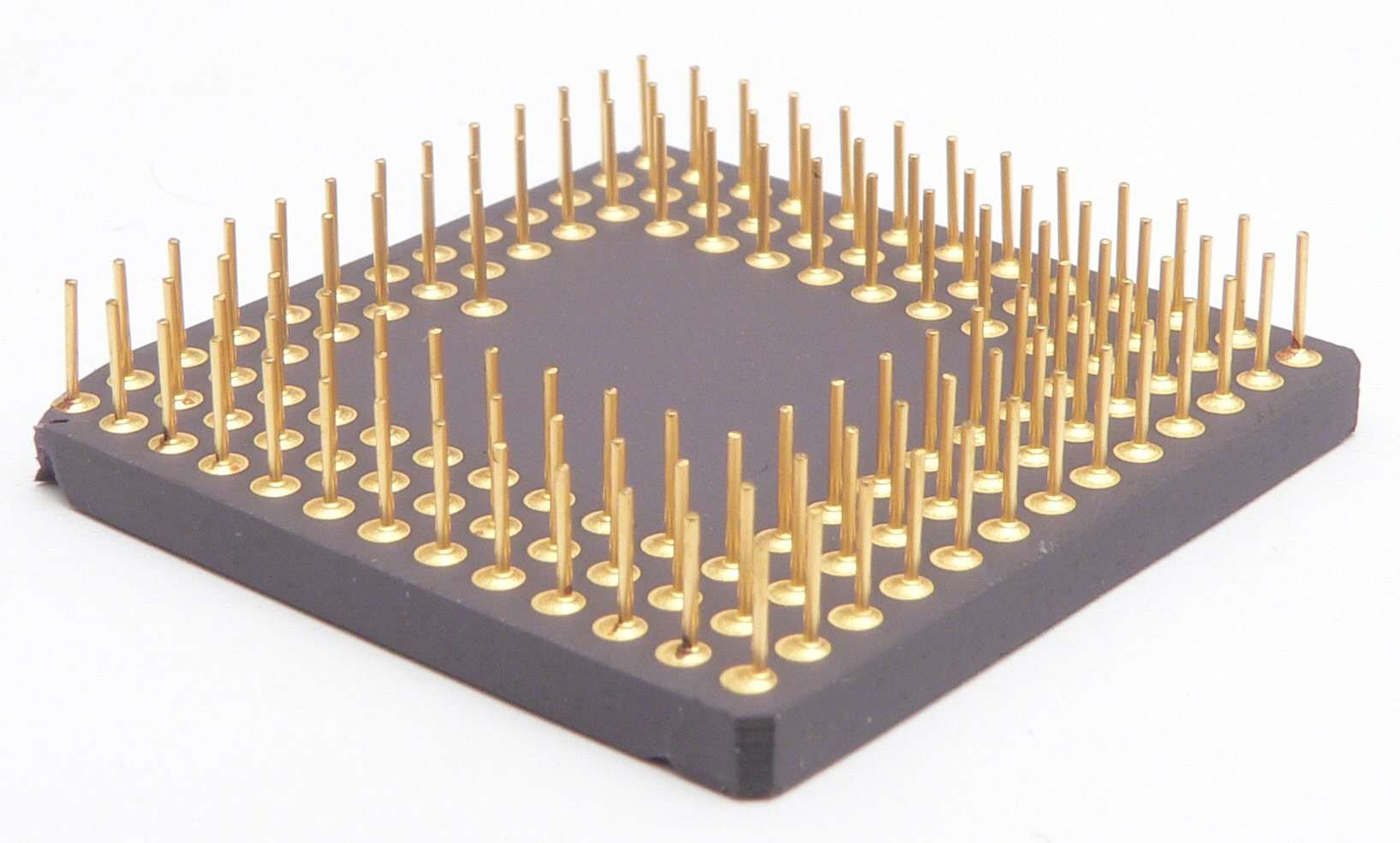
pin grid array del Motorola XC68020.

El pin grid array o PGA és un tipus d'encapsulat de circuit integrat, particularment usat en microprocessadors.
Originalment el PGA, el sòcol clàssic per a la inserció en una placa mare d'un microprocessador, va ser usat per a processadors com el Intel 80386 i el Intel 80486; consisteix en un quadrat de connectors en forma de forat on s'insereixen els pins del xip per mitjà de pressió. Segons el xip, té més o menys forats (un per cada patilla).

## PGA
En un PGA, el circuit integrat (IC) es munta en una llosa de ceràmica, que presenta una matriu de contactes o pins en una de les cares. Després, els pins es poden inserir en els forats d'un circuit imprès i soldats. Gairebé sempre s'espaien 2.54 mil·límetres entre si. Per a un nombre donat de pins, aquest tipus de paquet ocupa menys espai els tipus més vells com el Dual in-line package (DIL o DIP).

## Variants de la PGA
Les versions plastic pin grid array (PPGA) i posteriorment flip-xip pin grid array (FCPGA) van ser creades per Intel Corporation per a les seves microprocessador és Intel Pentium, i sovint són usats en targetes mare amb sòcols ZIF (Zero Insertion Force) per protegir els delicats pins.
- PPGA
- FCPGA
- CPGA
- OPGA